# Gare de Mignaloux - Nouaillé
La gare de Mignaloux - Nouaillé est une gare ferroviaire française des lignes de Saint-Benoît au Blanc et de Mignaloux - Nouaillé à Bersac, située au lieu-dit Gros Puits sur le territoire de la commune de Mignaloux-Beauvoir, à proximité de Nouaillé-Maupertuis, dans le département de la Vienne en région Nouvelle-Aquitaine. 
Elle est mise en service en 1883, conjointement par la Compagnie du chemin de fer de Paris à Orléans (PO) et l'État.
C'est une halte voyageurs de la Société nationale des chemins de fer français (SNCF) du réseau TER Nouvelle-Aquitaine desservie par des trains régionaux. 

## Situation ferroviaire
Établie à 137 mètres d’altitude, la gare de bifurcation de Mignaloux - Nouaillé est située au point kilométrique (PK) 347,859 de la ligne de Saint-Benoît au Blanc, entre les gares fermées de Saint-Benoît et de Savigny-Lévescault. En direction de la gare du Blanc (fermée) la ligne est déclassée au PK 361,400, entre la gare de Jardres (fermée aux voyageurs) et la gare de Chauvigny (fermée et désaffectée). 
Elle est également l'origine de la ligne de Mignaloux - Nouaillé à Bersac, avant la gare ouverte de Lussac-les-Châteaux. En direction de Lussac-les-Châteaux s'intercalent les gares fermées de Nieuil-l'Espoir, Fleuré, Lhommaizé et Civaux.

## Histoire
La « station de bifurcation de Mignaloux-Beauvoir » est mise en service le 18 juin 1883 par la Compagnie du chemin de fer de Paris à Orléans (PO), sur sa ligne de Poitiers à Limoges, lorsque l'État ouvre à l'exploitation la ligne en direction de Chauvigny dont elle est l'origine,.
En 1888, on y installe une remise provisoire pour deux locomotives.
Le service voyageurs entre Mignaloux - Nouaillé et Le Blanc est fermé le 27 mai 1940. Il est de nouveau ouvert pour un train mixte quotidien, jusqu'à Jardres puis Chauvigny, pendant la Seconde Guerre mondiale.
Après le déclassement de la section de Jardres à Saint-Aigny-Le Blanc le 10 novembre 1993, seules subsistent des circulations de trains de marchandises sur le tronçon entre Mignaloux - Nouaillé  et Jardres.
En 2022, selon les estimations de la SNCF, la fréquentation annuelle de la gare était de 2 275 voyageurs.

## Service des voyageurs

### Accueil
Halte SNCF, c'est un point d'arrêt non géré (PANG), équipé de deux quais avec abris.

### Desserte
Mignaloux - Nouaillé est une halte du réseau TER Nouvelle-Aquitaine, desservie par des trains TER de la relation Limoges-Bénédictins - Poitiers.

### Intermodalité
Le stationnement des véhicules est possible. La gare est desservie par des bus urbains de la ligne 11 du réseau Vitalis.